# Зигиншор (област)
Зигиншор (на френски: Ziguinchor) е една от 11-те области на Сенегал. Разположена е в югозападната част на страната, има излаз на Атлантическия океан и граничи с Гамбия и Гвинея-Бисау. Столицата на областта е град Зигиншор. Площта ѝ е 7352 км², а населението е 549 151 души (по преброяване от 2013 г.). Разделена е на 3 департамента.